# イワミツアー

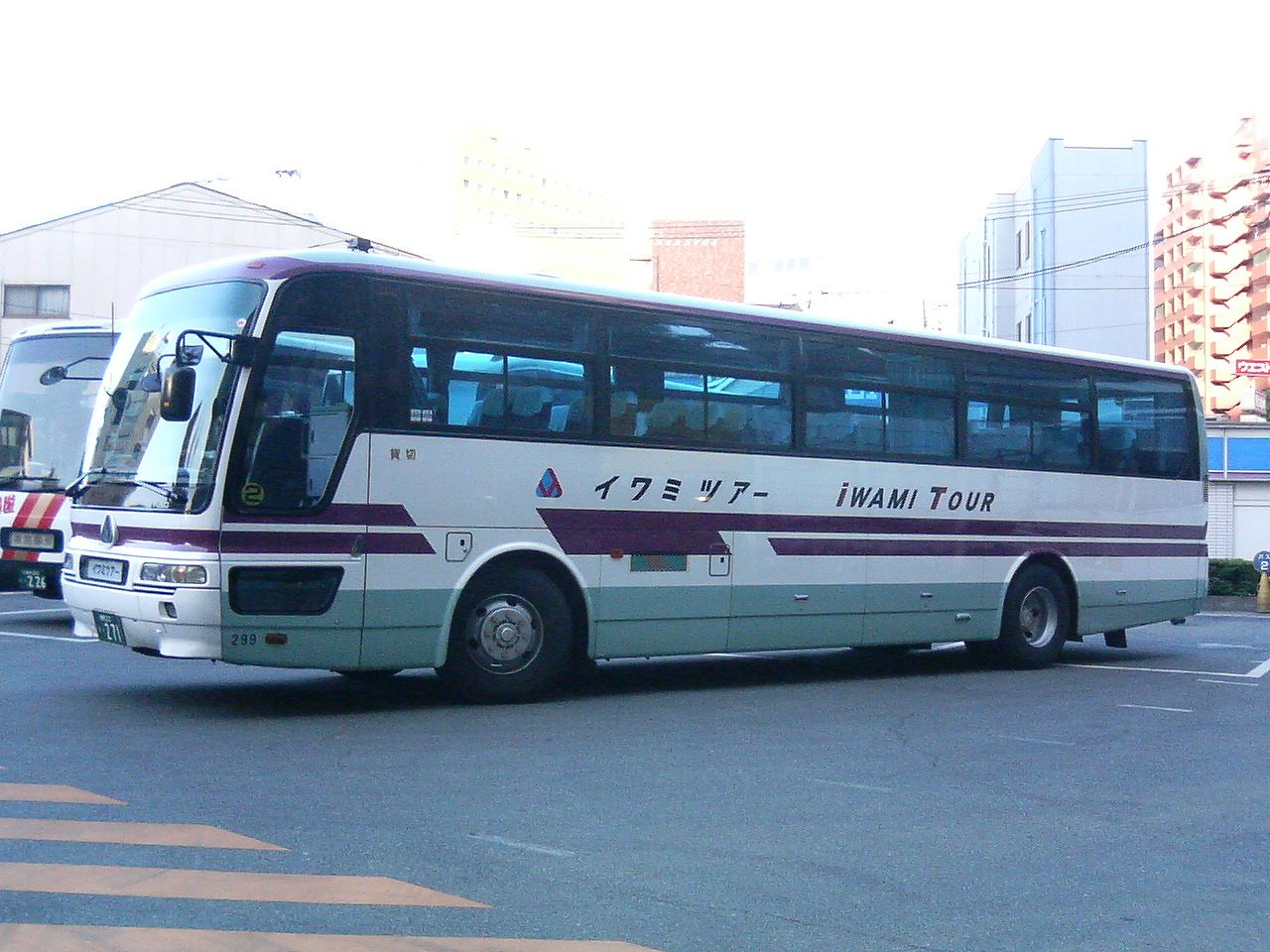
福岡市にて撮影

イワミツアーは、島根県西部・広島県西部・山口県東部で観光バスを運行する事業者である。本店は島根県浜田市下府町327-47にある。バス車両は三菱ふそう製であったが近年導入されたものははいすゞ製である。
2008年から2017年に運行会社がJRバス中国に変更されるまで、Jリーグサンフレッチェ広島の選手輸送用として「サンフレッチェ広島ラッピングバス」を運行。これは、広島支店の貸切車1台をラッピングしたものである。

## 歴史
- 2002年 石見交通の観光バス部門を分社化して設立。
- 2005年8月5日 JRバス中国が運行していた大田～広島間の「銀山号」が6月30日で廃止されたのに伴い、大田市・川本町・邑南町の要請により、大田～広島間に直行帰省バスの運行を開始。（多客期のみの限定運行。）
- 2007年4月16日 大田～広島間の直行帰省バスを定期化し、石見交通との共同運行で「石見銀山号」として運行を開始。
- 2008年2月15日 Jリーグサンフレッチェ広島の選手輸送用として、広島支店の貸切車1台を「サンフレッチェ広島ラッピングバス」とする[1]。

## 各営業所（車庫）所在地

### 島根ナンバー
- 益田営業所
  - 島根県益田市幸町1番1号
- 山陰支店(本店)
  - 島根県浜田市下府町327番地47
- 大田営業所
  - 島根県大田市大田町大田イ701-3

### 広島ナンバー
- 広島支店
  - 広島県広島市中区南吉島2丁目1番47号

### 山口ナンバー
- 徳山支店  
  - 山口県周南市川崎3丁目10番2号

## 高速バス
- 石見銀山号
  - 大田バスセンター - 広島駅新幹線口
  - 共同運行：石見交通
- その他に石見交通の津和野エクスプレス・サラダエクスプレスの続行便を受託運行するほか、浜田、益田発の石見交通の高速バスの運行支援業務も行っている(広島支店)。

## 関連企業
- 石見交通（路線バス）
- 石見観光
- ㈱石見エアサービス